# Carlo Mascheroni
Carlo Mascheroni (Giussano, 7 giugno 1940) è uno sportivo italiano, praticante la disciplina di equitazione attacchi (cavalli e carrozze).

## Biografia

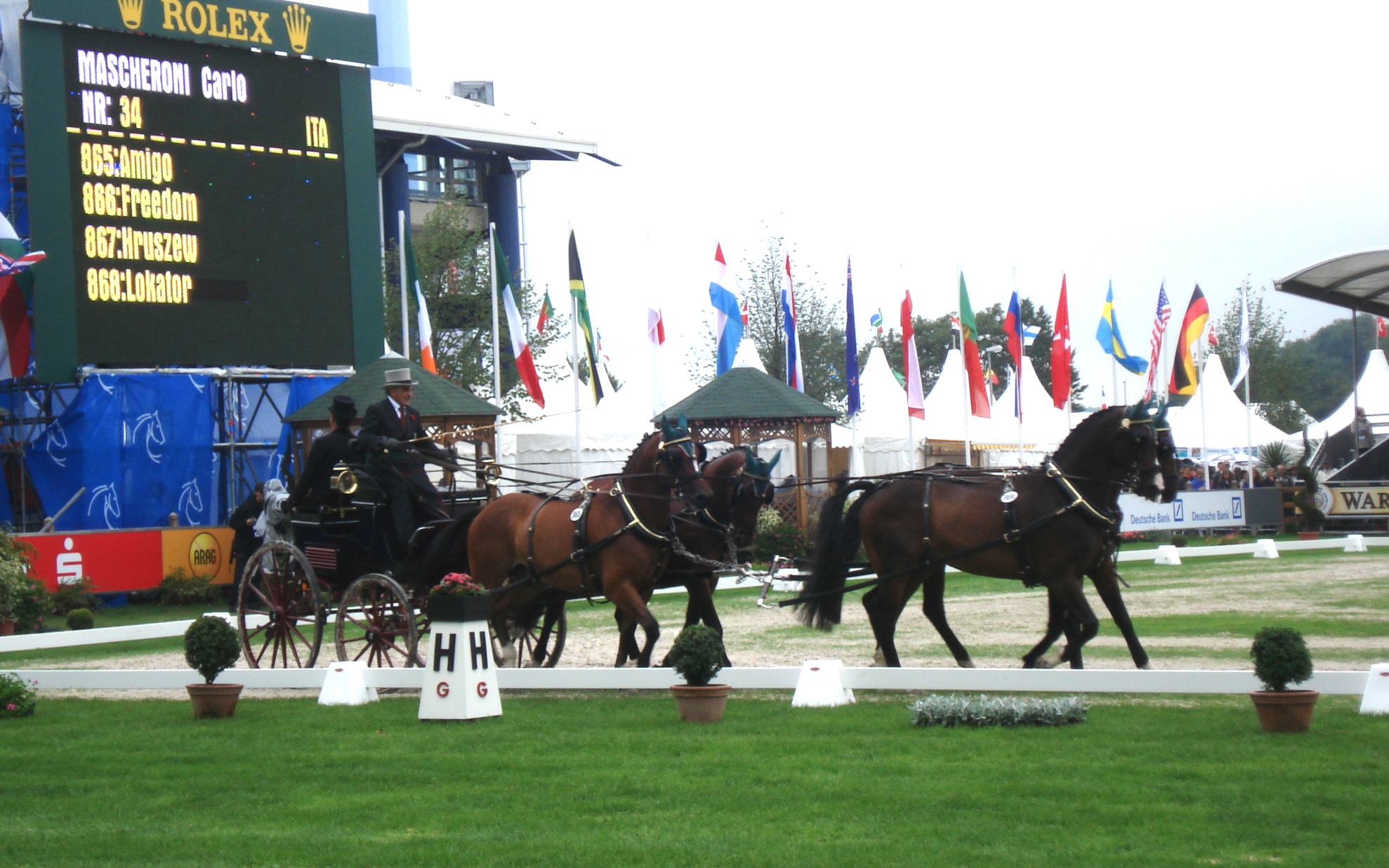
Carlo Mascheroni in gara

Nasce da una dinastia di sellai, fin dal 1898 il nonno Carlo e poi il padre Ugo producevano e cucivano a mano finimenti in cuoio per il traino delle carrozze con i cavalli. Ha più volte rappresentato l'Italia ai campionati mondiali di equitazione nella disciplina degli attacchi ai WEG World Equestrian Games nelle edizioni 1994 nei Paesi Bassi a l'Aia, nel 1998 in Italia a Roma, nel 2002 in Spagna a Jerez de la Frontera e nel 2006 in Germania ad Aquisgrana. Vince il primo Campionato Internazionale di Attacchi nello Csio di Roma nel 1982 a Passo Corese.
L'esordio internazionale avvenne nel 1979 a Laxenburg in Austria con la vittoria nella prova dei coni o ostacoli mobili, ma a confermarlo definitivamente sulla scena internazionale fu la prova di presentazione vinta nel 1985 a Sandringham nel Regno Unito. Tutti gli altri piazzamenti sono frutto delle innumerevoli partecipazioni ai campionati Internazionali di Attacchi tra cui la Coppa del Danubio e la Coppa delle Alpi.
Per molti anni Carlo Mascheroni fu l'unico azzurro a gareggiare a livello internazionale. Partecipò inoltre ai mondiali di Pariglie di Riesenbek 1987 e a Balaton Fenyves in Ungheria nel 1989 ma in occasione dei WEG di Stoccolma l'Italia rimase assente. Allora il presidente della FISE Mauro Checcoli chiese a Carlo Mascheroni di rappresentare l'Italia ai successivi WEG de l'Aia nei Paesi Bassi. Durante quei mondiali gli attacchi avrebbero presentato solo la specialità del tiro a quattro e a quell'epoca Carlo Mascheroni era l'unico azzurro in grado di competere. Gareggiò ancora nei mondiali pariglie di Zwettl in Austria nel 1991 e negli Stati Uniti d'America a Gladstone, New Jersey nel 1993.
Per attività dimostrative, Carlo Mascheroni partecipa agli spettacoli di Fieracavalli a Verona e Milano, viene invitato nelle edizioni della Volvo World Cup a Bologna, al Pavarotti International, al Master di salto ostacoli 2003 e alla finale della Fédération équestre internationale World Cup a Milano nel 2004. Nello stesso anno, su indicazione della Fise, il Comitato olimpico nazionale italiano ha conferito a Carlo Mascheroni la medaglia al valore sportivo per la sua attività nell'ambito degli attacchi.
Vittorie ai Campionati Italiani di Attacchi per pariglie:
- 1977 Parco di Monza
- 1980 ist II Crema
- 1986 Cislago
- 1992 Soiano, Cigliano e Oreno di Vimercate

Vittorie prove di Combinata Campionati Italiani di attacchi per pariglie:
- 2001 a Punta Ala, Grosseto

Vittorie prove di Completo Campionati Italiani di attacchi per pariglie:
- 2002 a Oreno di Vimercate
- 2003 a Oreno di Vimercate - Ha ottenuto il terzo posto nella prova di Completo
- 2004 a San Rossore
- 2005 ai Pratoni del Vivaro

Risultati Internazionali:
- 1994 The Hague ‘94 (Ned) WEG FEI World Equestrian Games
- 1996 Waregem ‘96 (Bel) 34 member Italian team (10th place)
- 1998 Rome ‘98 (Ita) 35 with horse team WEG FEI World Equestrian Games
- 1998 CAI Compiegne ‘98 (Fra) - with horse team
- 1998 CAI Riesenbeck ‘98 (Ger) 30 with horse team
- 1999 CAI St. Gallen ‘99 (Sui) - AB with horse team
- 2000 Wolfsburg '00 (Ger) 48 50 47 with horse team
- 2000 CAI-B Aosta '00 (Ita) 1 1 1 1 (only competitor)
- 2001 Riesenbeck '01 (Ger) 57 58 - 57-member Italian team (19th place)
- 2001 CAI-A 1/2 Verona '01 (Ita) 6 13 with horse pair
- 2002 Jerez de la Frontera ‘02 (Esp) - 43 39 WEG FEI World Equestrian Games
- 2002 CAI-A Altenfelden ‘02 (Aut) 9 9 AB 5 with horse team
- 2002 CAI-A/CAIP-A Weer ‘02 (Aut) 6 6 7 1 with horse team
- 2002 CAI-A Riesenbeck ‘02 (Ger) 25 25 26 22 with horse team
- 2002 CAI-A Karlstetten ‘02 (Aut) - 43 EL 43 with horse pair
- 2003 CAI-A Altenfelden ‘03 (Aut) 18 18 30 14 with horse pair
- 2003 CAI-A Weer ‘03 (Aut) 5 11 7 2 with horse pair
- 2003 CAI-B Oreno di Vimercate ‘03 (Ita) 7 4 3 14 with horse pair
- 2004 CAI-A Altenfelden ‘04 (Aut) 12 7 12 2 with horse team
- 2004 CAI-A Weer ‘04 (Aut) 2 1 2 3 with horse team
- 2004 CAI-A Nebanice ‘04 (Cze) - 6 - - with horse team
- 2004 Kecskemét ‘04 (Hun) - 39 - 47
- 2005 Wals-Siezenheim ‘05 (Aut) 52 67 39 30
- 2005 CAI-A Conty ‘05 (Fra) 11 19 8 7 with horse pair
- 2005 CAI-A/CAIP-A Weer ‘05 (Aut) 26 26 29 22 with horse pair
- 2006 CAI-A Altenfelden ‘06 (Aut) 12 9 13 13 with horse team
- 2006 CAI-A/B/CAIP- München-Riem ‘06 (Ger) 4 2 3 6 with horse team
- 2006 Aquisgrana WEG FEI World Equestrian Games
- 16/06/2011 Altenfelden CAI-A 4 WCupQ
- 31/05/2012 Vecses CAIO 4 WCupQ 22 375.11
- 21/06/2012 Altenfelden CAI-A 4 WCupQ 14 287.86
- 15/08/2012 Riesenbeck CH-M-A 4 WCQ FEI World Driving Championships Four-in-Hand - Riesenbeck 2012[1] - 2012 World Cup Driving a Riesenbeck Germania
- 04/07/2013 Lipica CAI-A 4 WCupQ 3     478.68
- 08/08/2013 Piber Köflach CAI-B 4 4     239.64
- 07/11/2013     Verona Fieracavalli  CAI-W WC - World Cup 7     169.32 - 2013[2]
- 24/04/2014 Kladruby nad Labem CAI3*-H4 11 267.47
- 01/05/2014 Nemcice u Kolina CAI3*-H4
- 15/05/2014 Varese CAI2*-H4 CAI2*-H4 1     216.33
- 19/06/2014 Altenfelden CAI3*-H4 4     212.43
- 27/06/2014 Lipica CAI3*-H4 WCupQ
- 2014 	Francia Francia - Normandia Alltech FEI World Equestrian Games CaenWEG FEI World Equestrian Games

Campionati Mondiali:
- Campionati mondiali di equitazione (FEI World Equestrian Games) Fédération équestre internationale

- 1994 	Paesi Bassi Paesi Bassi - L'Aia
- 1998 	Italia Italia - Roma Pratoni del Vivaro
- 2002 	Spagna Spagna - Jerez de la Frontera
- 2006 	Germania Germania - Aquisgrana
- 2014 	Francia Francia - Normandia Alltech FEI World Equestrian Games Caen WEG

I Campionati mondiali di equitazione (FEI World Equestrian Games) sono una manifestazione internazionale di equitazione organizzata dalla FEI Fédération équestre internationale, che si tiene con cadenza quadriennale dal 1990.